# علاقات جرينلاند الخارجية
علاقات جرينلاند الخارجية تتم بالتعاون مع الحكومة الدنماركية وحكومة جرينلاند، باعتبار كون جرينلاند جزءاً من مملكة الدنمارك.
وعلى عكس الدنمارك، لم تعد جرينلاند جزءاً من الاتحاد الأوروبي. غيرت الحكومة الجرينلاندية وضعها إلى عضو بمجموعة أقاليم ذات عضوية خاصة في الاتحاد الأوروبي، وهي منطقة تابعة لها علاقة خاصة مع دولة عضو في الاتحاد الأوروبي. ومع ذلك، تظل جرينلاند عضواً كامل العضوية في مجلس أوروبا وحلف شمال الأطلسي.

## الجوانب العامة للعلاقات الدبلوماسية
نظراً لأن مملكة الدنمارك هي المسئولة الشرعية عن الشئون الدولية لجرينلاند، فإن الدول الأخرى -في كثير من الأحيان- ليس لديها تمثيل دبلوماسي مباشر في جرينلاند، فسفاراتها أو قنصلياتها في الدنمارك مسئولة عن علاقاتها مع جرينلاند ومواطنيها في جرينلاند. يتم تمثيل جرينلاند دولياً من خلال ممثليات جرينلاند والسفارات والقنصليات الدنماركية. علاوة على ذلك، تشارك جرينلاند في مجلس الشمال البرلماني ومجلس وزراء بلدان الشمال الأوروبي، وفي منظمات مثل مجلس غرب الشمال ورابطة بلدان وأقاليم ما وراء البحار ومقرها الاتحاد الأوروبي، والأخيرة مستعمرات سابقة لدول الاتحاد الأوروبي (البلدان/الأقاليم التابعة).
أعادت الولايات المتحدة فتح قنصليتها في نوك، التي أُغلقت عام 1953، في يونيو/حزيران 2020.

### القنصليات العامة
- نوك، جرينلاند
  -  آيسلندا (القنصلية العامة)
  -  الولايات المتحدة (القنصلية العامة) [2]

### القنصليات الفخرية
- نوك، جرينلاند
  -  بلجيكا
  -  كندا
  -  جمهورية التشيك
  -  فنلندا
  -  فرنسا
  -  ألمانيا
  -  كوريا الجنوبية
  -  لوكسمبورغ
  -  هولندا
  -  النرويج
  -  السويد
  -  المملكة المتحدة
- تاسيلاك، جرينلاند
  -  آيسلندا
- قاقورتوك، جرينلاند
  -  لاتفيا

## التمثيل الدبلوماسي
تمتلك جرينلاند مكاتب تمثيلية في العديد من البلدان، كما تمثلها سفارات الدنمارك في جميع أنحاء العالم. يسمح قانون الحكم الذاتي لعام 2009 لحكومة جرينلاند بفتح مكاتب دبلوماسية، خاصة في المناطق الخاضعة للولاية الكاملة لجرينلاند، وهي التجارة الخارجية والصناعة ومصائد الأسماك والتعليم والعلوم والتعدين وما إلى ذلك. كما يوجد دبلوماسيون جرينلانديون يمثلون حكومة جرينلاند. وتشارك جرينلاند في مجالات المسئوليات المشتركة بين الدنمارك وجرينلاند، ويلاحظ هذا بشكل رئيسي في التعاون الدفاعي بين مملكة الدنمارك والولايات المتحدة.

### التمثيلات الحالية

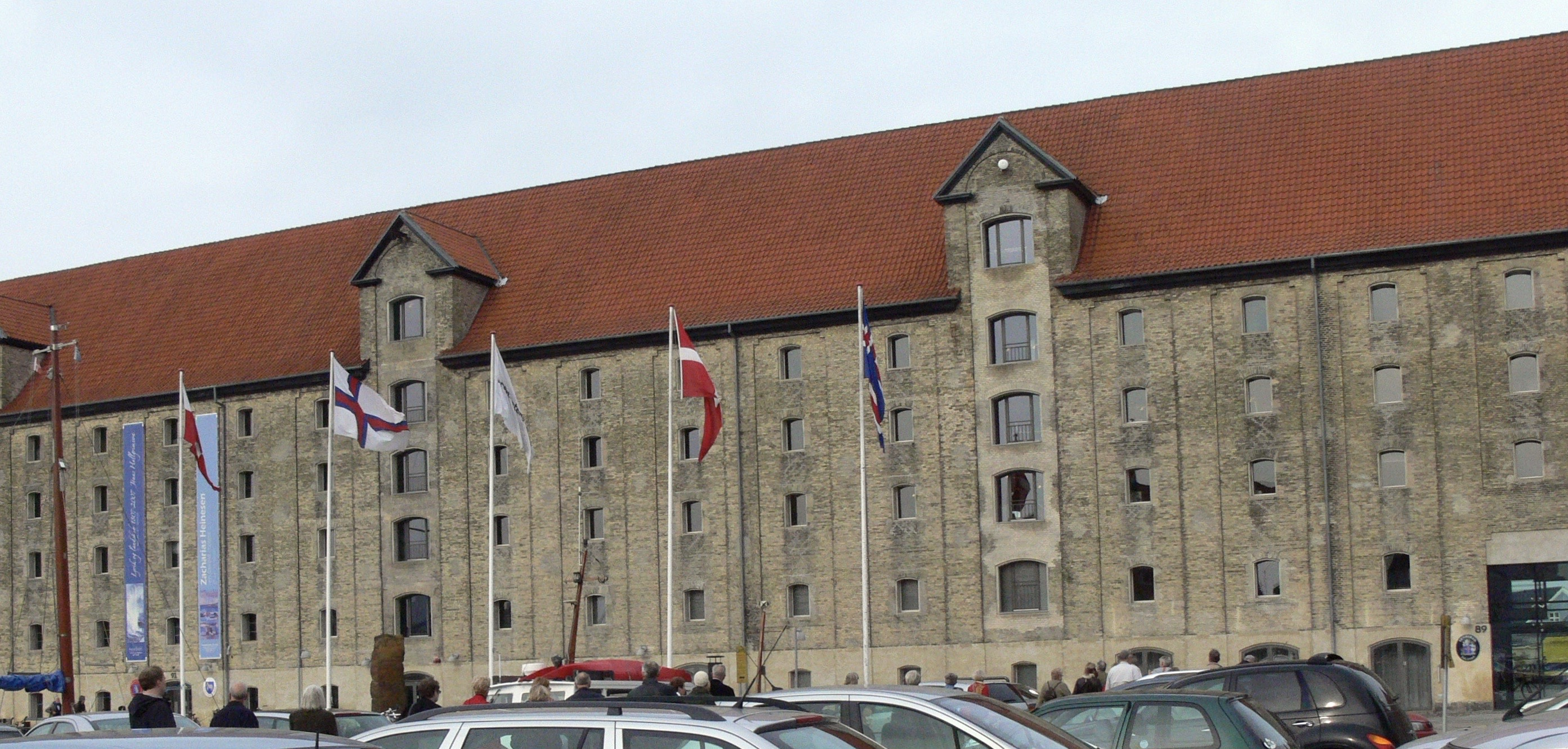
مكتب تمثيل حكومة جرينلاند في كوبنهاغن

- بلجيكا
  - بروكسل (مكتب تمثيلي)
- الصين
  - بكين (مكتب تمثيلي)[4]
- الدنمارك
  - كوبنهاغن (مكتب تمثيلي)
- آيسلندا
  - ريكيافيك (مكتب تمثيلي)[5][6]
- الولايات المتحدة
  - واشنطن العاصمة (مكتب تمثيلي)[7]

### التمثيلات المخططة
- الولايات المتحدة
  - نيويورك (مكتب تمثيلي)[3]

## النزاعات –الدولية
- تعتبر كاناق (ثول سابقًا) منطقة حساسة، بسبب الإزالة القسرية للسكان المحليين عند إنشاء القاعدة، والتعامل مع الإزالة، وتعويض السكان المحليين، وأدت الحوادث اللاحقة إلى تفاقم القضية.

## أنظر أيضا
- جرينلاند – العلاقات مع الاتحاد الأوروبي
- مقترحات الولايات المتحدة لشراء جرينلاند
- قائمة البعثات الدبلوماسية في جرينلاند
- سياسة جرينلاند

## روابط خارجية
- الموقع الرسمي لوزارة خارجية جرينلاند – Naalakkersuisut